# Karl Dedecius

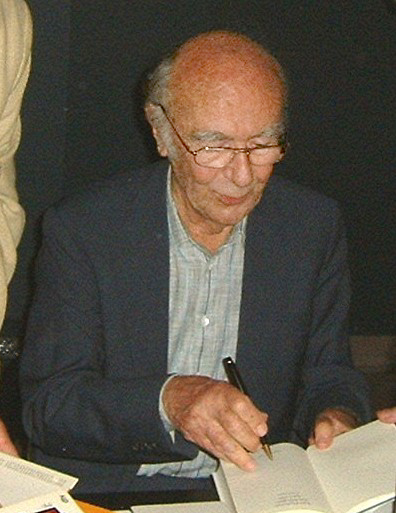
Karl Dedecius (2006)

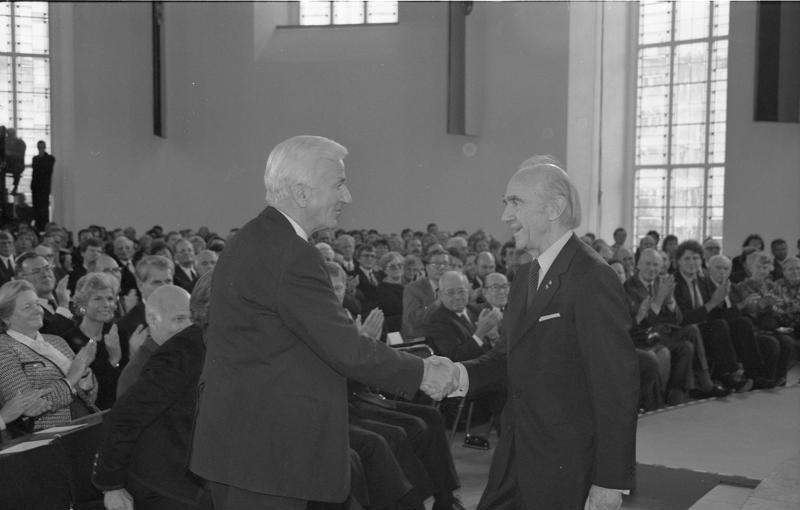
Richard von Weizsäcker gratuliert Karl Dedecius zum Friedenspreis des Deutschen Buchhandels 1990

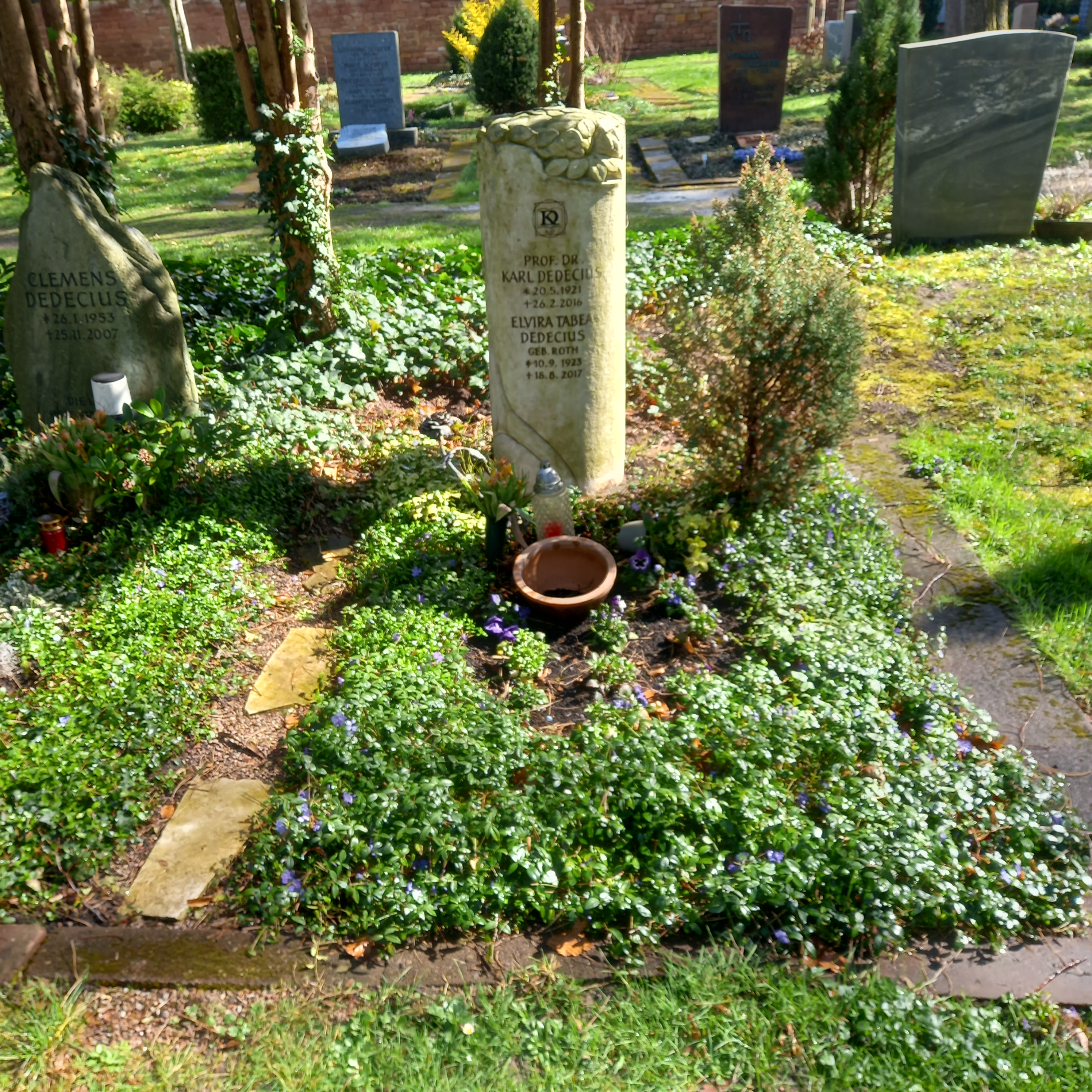
Das Grab von Karl Dedecius und seiner Ehefrau Elvira Tabea geborene Roth auf dem Südfriedhof (Frankfurt am Main)

Karl Dedecius (* 20. Mai 1921 in Łódź; † 26. Februar 2016 in Frankfurt am Main) war ein deutscher Schriftsteller und Übersetzer polnischer, russischer und serbischer Literatur.

## Leben
Karl Dedecius wurde als Sohn deutscher Eltern in der damaligen Vielvölkerstadt Łódź geboren, die zu jenem Zeitpunkt seit kurzem wieder Teil eines polnischen Staates war. Er besuchte das polnische Humanistische Stefan-Żeromski-Gymnasium und absolvierte dort am 18. Mai 1939 das Abitur. Während der deutschen Besetzung Polens wurde er zunächst in den Reichsarbeitsdienst und dann in die Wehrmacht eingezogen. In der Schlacht von Stalingrad wurde er schwer verwundet, geriet in sowjetische Kriegsgefangenschaft und brachte sich dort selbst Russisch bei:

„Ich lag im Krankenzimmer, und die Schwestern brachten mir Bücher, von Lermontow zum Beispiel. Ein Jahr lang lernte ich an Lermontow und Puschkin die kyrillische Schrift und die russische Sprache. Die Wachmänner baten mich anschließend, für sie Liebesbriefe zu verfassen, weil ich wie Puschkin schrieb.“

Dedecius ging nach seiner Entlassung 1950 zu seiner Verlobten nach Weimar in die DDR. Im Jahr 1952 flüchtete er aus politischen Gründen in die Bundesrepublik. Dedecius wurde Angestellter bei der Versicherung Allianz AG. In seiner Freizeit beschäftigte er sich mit polnischer Kultur und Literaturübersetzungen, pflegte auch private Kontakte zu polnischen Schriftstellern. Dedecius hierzu:

„Erst als ich mich so eingerichtet hatte, und eine gewisse Stabilität im Leben erreichte, konnte ich anfangen, mich endlich auch mit Literatur zu beschäftigen, ausdauernd und systematisch, obwohl mein Beruf nebenbei gesagt gar nichts mit Schriftstellerei zu tun hatte.“

In der Einleitung zur polnischen Ausgabe von Vom Übersetzen schrieb Jerzy Kwiatkowski: „Formal betrachtet könnte man sagen, dass dieses große Übersetzerwerk nach Feierabend entstanden ist, als Folge eines Hobbys“.
Im Jahr 1959 erschien die erste von ihm herausgegebene Anthologie Lektion der Stille. In den folgenden Jahren übersetzte er „nach Feierabend“ so bekannte polnische Schriftsteller wie Zbigniew Herbert, Stanisław Jerzy Lec, Czesław Miłosz, Tadeusz Różewicz und Wisława Szymborska. Außerdem veröffentlichte er eigene Essays zu Literatur und Übersetzungstechnik. Seit 1967 war er Mitglied des PEN-Zentrums Deutschland.
Dedecius war 1979/1980 Initiator des Deutschen Polen-Instituts in Darmstadt, dessen Direktor er bis Ende 1997 blieb, wobei er seine literarische Tätigkeit fortsetzte. Als Dedecius’ Hauptwerk gilt neben der 50-bändigen Polnischen Bibliothek, einem Kanon, der 1982 bis 2000 im Suhrkamp Verlag erschien, das siebenbändige Panorama der polnischen Literatur des 20. Jahrhunderts (1996–2000), dessen abschließender Band zugleich eine Art Autobiographie darstellt.
Sein persönliches Archiv, darunter Korrespondenzen mit polnischen Schriftstellern wie Zbigniew Herbert, Czesław Miłosz, Wisława Szymborska oder Tadeusz Różewicz, übergab er im Jahre 2001 dem Karl Dedecius Archiv der Europa-Universität Viadrina in Frankfurt (Oder).

## Ehrungen
Dedecius war der Inhaber mehrerer Ehrendoktorwürden sowie Träger zahlreicher Preise und Auszeichnungen:
- 1967: Johann-Heinrich-Voß-Preis für Übersetzung
- 1977: Mitglied der Deutschen Akademie für Sprache und Dichtung
- 1985: Großes Bundesverdienstkreuz[5]
- 1985: Christoph-Martin-Wieland-Übersetzerpreis
- 1986: Hessischer Kulturpreis
- 1990: Friedenspreis des Deutschen Buchhandels[6]
- 1994: Großes Bundesverdienstkreuz mit Stern[5]
- 1995: Komtur mit Stern des Verdienstordens der Republik Polen
- 1997: Samuel-Bogumil-Linde-Preis
- 1997: Andreas-Gryphius-Preis der Künstlergilde Esslingen e. V.[7]
- 1998: Wilhelm-Leuschner-Medaille des Landes Hessen
- 1999: Viadrina-Preis
- 2000: Goetheplakette der Stadt Frankfurt am Main
- 2000: Nikolaus-Lenau-Preis
- 2002: ein Gymnasium in Łódź mit zweisprachigem Zweig wird nach ihm benannt.[8]
- 2003: Orden des Weißen Adlers (Polen)[9]
- Seit 2003 verleiht die Robert Bosch Stiftung in Zusammenarbeit mit dem Deutschen Polen-Institut den mit jeweils zwei Mal 10.000 Euro dotierten „Karl-Dedecius-Preis“ für polnische Übersetzer deutscher Literatur und für Übersetzer in der Gegenrichtung.
- 2004: Kulturpreis Schlesien des Landes Niedersachsen
- 2010: Deutscher Nationalpreis (gemeinsam mit Alfons Nossol, 1977 bis 2009 Bischof von Oppeln), mit der Begründung, Karl Dedecius habe sich „durch sein gesamtes Lebenswerk als Brückenbauer zwischen Polen und Deutschland verdient gemacht, indem er den Deutschen den Zugang zu polnischer Kultur ermöglicht“ habe.[10]
- 2011: Ehrendoktorat der Europa-Universität Viadrina
- 2016: Der Vortragssaal des Deutschen Polen-Instituts im Darmstädter Residenzschloss wurde nach Dedecius benannt.

Richard von Weizsäcker würdigte Karl Dedecius in seinen Erinnerungen: „Er, der in seinem Rang als Nachdichter und Übersetzer seinesgleichen sucht, hat uns eine fast vollständige Bibliothek der reichen polnischen Literatur in deutscher Sprache geschaffen.“

## Werke
- 1971: Deutsche und Polen. Botschaft der Bücher. Hanser, München, ISBN 3-446-11481-5.
- 1974: Überall ist Polen. Suhrkamp, Frankfurt am Main, ISBN 3-518-36695-5.
- 1975: Polnische Profile. Suhrkamp, Frankfurt am Main, ISBN 3-518-02570-8.
- 1981: Zur Literatur und Kultur Polens. Suhrkamp, Frankfurt am Main, ISBN 3-518-02571-6.
- als Herausgeber: Polnische Pointen Satiren und kleine Prosa des 20. Jahrhunderts. Ullstein-Taschenbuch 20215, Frankfurt am Main/Berlin/Wien 1981, ISBN 3-548-20125-3.
  - andere Ausgaben: Carl Hanser Verlag, München 1962 und vom Herausgeber erweiterte Ausgabe: dtv 465, München 1968, OCLC 633033070
- 1986: Vom Übersetzen. Theorie und Praxis. Suhrkamp, Frankfurt am Main, ISBN 3-518-37758-2.
- 1988: Von Polens Poeten. Suhrkamp, Frankfurt am Main, ISBN 3-518-37979-8.
- 1990: Lebenslauf aus Büchern und Blättern. Suhrkamp, Frankfurt am Main, ISBN 3-518-40309-5.
- 1996:  Ost West Basar. Ansprachen Essays Würdigungen. Mit einem Geleitwort von Marion Gräfin Dönhoff. Ausgewählt und mit einem Nachwort versehen von Andreas Lawaty. Ammann, Zürich, ISBN 3-250-10283-0.
- 2000: Panorama der polnischen Literatur des 20. Jahrhunderts. Abt. V. Panorama. Ein Rundblick. Ammann, Zürich, ISBN 3-250-50005-4.
- 2002: Die Kunst der Übersetzung. Logos, Berlin, ISBN 3-8325-0000-6.
- 2006: Ein Europäer aus Lodz: Erinnerungen. Suhrkamp, Frankfurt am Main, ISBN 3-518-41756-8.
- 2011: Meine polnische Bibliothek. Mit einem Vorwort von Stefanie Peter. Insel, Berlin, ISBN 978-3-458-17499-8.